# 賴文飛
賴文飛（英語：Lai Man Fei，1988年12月10日—），生於香港，香港職業足球員，司職中堅，曾經入選香港奧運足球代表隊。

## 球員生涯
賴文飛早年在新界元朗長大，曾就讀遵理學校。他出身於香港丙組(地區)聯賽球隊屯門，其後轉投南華，並且擔任青年軍隊長，2007/08年度球季獲提升上甲組。
2007年暑假，賴文飛與隊友陳嘉晉一同獲得保送到日本職業足球聯賽足球會橫濱水手接受短期訓練。
在2007/08年度球季，賴文飛入選2008年亞協盃的南華參賽球員名單，獲得5次上陣機會。
2008年夏季，賴文飛被外借至香港甲組足球聯賽新軍天水圍飛馬，及後正式轉會，
2009年12月19日，對和富大埔的比賽中賴文飛取得首個甲組賽事入球，協助球隊以2-1勝出。
賴文飛一直效力於天水圍飛馬至2011年夏季被放棄為止，其後轉投同屬元朗區的香港乙組足球聯賽元朗區體育會。

## 演藝事業
於2009年，賴文飛以客串身份參與由無綫電視製作的《南華夢飛翔》的演出。

## 現職麻雀館凳腳打雜
現職健身教練，亦會兼任愉園體能教練。

## 個人榮譽
- 2009年東亞運動會足球項目金牌

## 外部連結
- 香港足球總會網站球員註冊資料（页面存档备份，存于）
- bma網頁旗下藝人資料（页面存档备份，存于）
- 黃金頭鎚特訓直擊（页面存档备份，存于）